# Tungting-tó
A Tungting-tó (kínai:洞庭湖, pinjin: Dòngtíng Hú) egy nagy és sekély tó Hunan tartomány északnyugati részén Kínában. Főleg a Jangce táplálja, ezért területe az esősebb évszakokban jelentősen megnő. A tóról Kínában két tartomány is a nevét kapta. Az egyik Hunan, amelynek jelentése „a tótól délre” a másik Hupej, amelynek jelentése „a tótól északra”.
A tó jelentős szerepet tölt be a kínai kultúrában, számos sárkányhajóverseny színhelye.

## Földrajza
Júliustól szeptemberig, a Jangce áradásakor sok víz és üledék ömlik a tóba, aminek átlagosan 2820 km²-es területe akár 20 000 km²-re is megnőhet. A tavat négy további, nagyobb folyó táplálja:
- Hsziang,
- Zi,
- Jüan és
- Li.

Kisebb folyók is ömlenek a tóba. Közülük talán a leghíresebb a Miluo folyó, egy híres költő Csü Jüan öngyilkosságának színhelye.

## Fontosabb városok
- Yiyang
- Yueyang
- Changde